# Уитакер, Джон (гимнаст)
Джон Т. Уи́такер (англ. John T. Whitaker; 9 апреля 1886, Бирмингем, Уорикшир — 21 мая 1977, Бирмингем) — британский гимнаст, бронзовый призёр летних Олимпийских игр 1912 года. Выступал также в командном первенстве на летней Олимпиаде 1908 года (8-е место) и в индивидуальном первенстве на летней Олимпиаде 1912 года (21-е место).